# Allium taeniopetalum
Allium taeniopetalum là một loài thực vật có hoa trong họ Amaryllidaceae. Loài này được Popov & Vved. mô tả khoa học đầu tiên năm 1934.